# Urakusai Nagahide
En aquest nom japonès, el cognom és Urakusai.

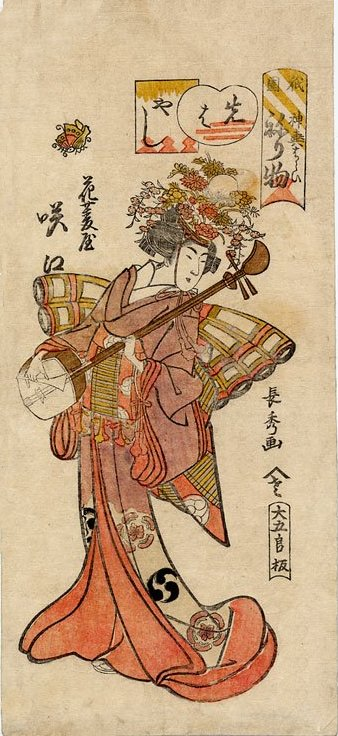
Gravat amb estergit (kappazuri) d'Urakusai Nagahide titulat Sakie del Hanabishiya

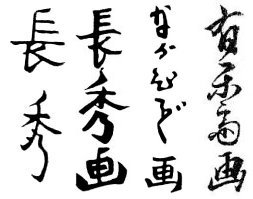
Signatures d'Urakusai Nagahide, llegit d'esquerra a dreta: “Nagahide” (長秀), “Nagahide ga” (長秀　画), “Nagahide ga” (ちょひで　画), i “Chōshūsai ga” (長秀斎　画)

Urakusai Nagahide (japonès: 有楽斎　長秀), va ser un dissenyador de xilografies de l'estil ukiyo-e que va estar en actiu entre el 1804 i el 1848 aproximadament. També se'l coneix com a Yūrakusai Nagahide (有楽斎　長秀), Nakamura Nagahide (中邑　長秀 o 中村　長秀), Chōshū (長秀), i com a Chōshūsai (長秀斎). “Nagahide” i “Chōshū” s'escriuen amb el mateix kanji. L'acabament “sai” vol dir taller o sala, i molts artistes japonesos se'l posen o l'ometen segons els sembla.
Nagahide va treballar a Kyoto i a Osaka. Els seus primers gravats recorden als del seu mestre Ryukosai Jokei, però també estaven influenciats per Shokosai Hanbei. Hi va haver un canvi tan radical en l'estil de Nagahide que alguns experts creuen que el gruix d'obres signades "Nagahide" podrien en realitat haver estat creades per dos artistes diferents. Des dels anys 1810 fins als 1830, Nagahide va ser el dissenyador de gravats amb estergit (kappazuri) més prolífic retratant la desfilada de vestits anual del districte de Gion de Kyoto, i va seguir produint kappazuri molt després que les xilografies a tot color (nishiki-e) haguessin esdevingut l'estàndard. Entre els seus alumnes hi havia Nagashige, Hidekatsu, Hidekuni, Hidemari i Naniwa Nagakuni.